# كرايغ نويل
كرايغ نويل (بالإنجليزية: Craig Noel)‏ هو شخصية أعمال أمريكي، ولد في 25 أغسطس 1915 في ديمينغ في الولايات المتحدة، وتوفي في 3 أبريل 2010 في سان دييغو في الولايات المتحدة.

## وصلات خارجية
- كرايغ نويل على موقع قاعدة بيانات برودواي على الإنترنت (الإنجليزية)